# Чёрная могила
«Чёрная могила» — курган Киевской Руси конца X века и памятник археологии национального значения в Чернигове. Местное предание приписывало его князю Чёрному, легендарному основателю Чернигова. 

## История
Постановлением Совета Министров УССР от 21.07.1965 № 711 «Про утверждение списка памятников искусства, истории и археологии Украинской ССР» («Про затвердження списку пам'ятників мистецтва, історії та археології Української РСР») присвоен статус памятник археологии республиканского значения под названием Курган X века Чёрная могила.
Памятник упоминается в Постановление Кабинета министров Украины от 27.12.2001 № 1761 «Про занесение памятников истории, монументального искусства и археологии национального значения в Государственный реестр недвижимых памятников Украины».
Постановлением Кабинета министров Украины от 03.09.2009 № 928 «Про занесение объектов культурного наследия национального значения в Государственный реестр недвижимых памятников Украины» («Про занесення об'єктів культурної спадщини національного значення до Державного реєстру нерухомих пам'яток України») присвоен статус памятник археологии национального значения с охранным № 250004-Н под названием Курган «Чёрная могила». Данное Постановление аннулировало предыдущие: Постановление Совета Министров УССР от 21.07.1965 № 711, Постановления Кабинета министров Украины от 28.10.1996 № 1421 и от 27.12.2001 № 1761.

## Описание

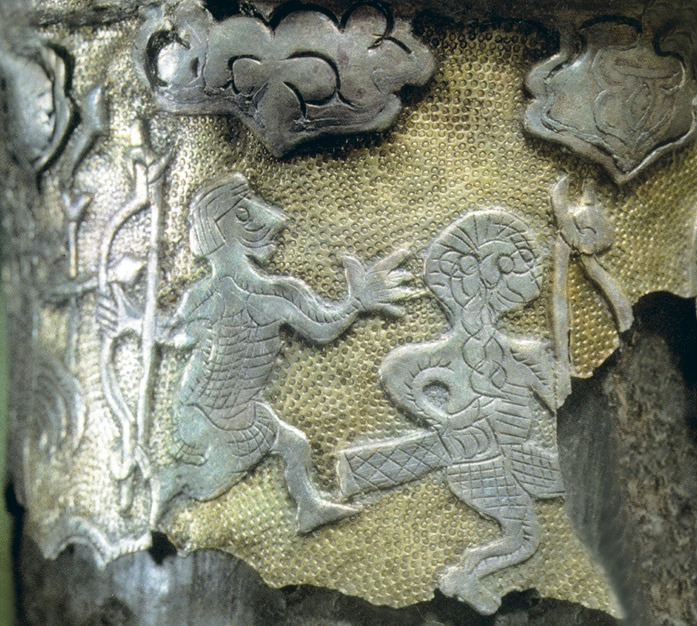
Фрагмент композиции на большом ритоне

Курган был раскопан в 1872—1873 годах Д. Я. Самоквасовым. Согласно легендам в этом кургане похоронен князь Чёрный, основатель города. Под насыпью обнаружены остатки большого костра, на котором были сожжены трупы двух воинов (по предположению учёных в кургане погребены отец и сын), а также, вероятно, рабов и рабынь. В кургане найдены орудия труда и женские украшения. На кострище найдены мечи, кольчуги, наконечники копий и стрел, металлические сосуды, керамика и многое другое. В насыпи на высоте 7 метров от основания лежали шлемы, кольчуги, 2 золотые византийские монеты времён Василия І Македонянина, и, по-видимому, ритуальные предметы (железный котёл с костями барана, два жертвенных ножа, и два сосуда из рогов тура в серебряной чеканной оправе), положенные в момент тризны. После тризны курган досыпался. Серебряные оковки турьих рогов украшены чеканным растительным орнаментом, на большом роге изображены мужчина и «женщина» с луками, стреляющие в «вещую» птицу, фантастические животные. Серебряные оковки турьих рогов из Чёрной могилы и оковки рукояти меча из дружинной могилы близ Золотых ворот в Киеве имеют такие же орнаментальные мотивы как на «некоторых поясных бляхах и наконечниках из Микульчиц, Поганьско (близ Бржецлава), Старого Места, Желенок и, особенно, на типичных великоморавских украшениях-пуговицах — гомбиках, находки которых сосредоточиваются в области трёх крупных южноморавских центров и далее в Средней Чехии и Юго-Западной Словакии». И древнерусские, и моравско-чешские группы находок этого стиля возникли на основе одинакового причерноморского и иранского происхождения, которое нашло отражение в орнаментации золотых сосудов из Надьсентмиклошского клада. По мнению Б. А. Рыбакова, ритон был изготовлен местным мастером, а композиция на последнем отражает сюжет былины об Иване Годиновиче. По мнению Р. С. Орлова, композиция на оковке рога отражает светский сюжет о «героическом происхождении славянских князей», отражающий «языческое» прошлое или мировосприятие в древнерусском искусстве XI—XIII веков. По мнению Д. Ласло, композиция на оковке рога отражает сюжет о священной охоте. На большом роге во время реставрации была обнаружена резьба по самому роговому веществу, которая впоследствии была скрыта оковкой. О. А. Щеглова считает, что сюжет композиции на оковке рога является продуктом своеобразного копирования, осуществлённого местным мастером с оригинала, подобного парадному византийскому олифанту, покрытому резьбой. В качестве оригинала, который мог послужить черниговскому мастеру источником композиционных, сюжетных и стилистических заимствований, она привела горн (олифант) с византийским орлом предполагаемого правителя Нитранского княжества (до 955 года) венгерского полководца Леле (Легеля), который хранится в музее города Ясберень в Венгрии.
Среди других находок обнаружена византийская монета 960 годов и «большой» меч предполагаемого типа Z (см. ниже). Появление типа датируется временем ок. 1000 года, если не позднее. Серебряная цепь со звериными головками, орнаментированными в стиле Урнес, найдена в кладе, датированном XI—XIII веками.
Находки из кургана хранятся в Государственном историческом музее в Москве.

### Бронзовая фигурка
В кургане так же была найдена маленькая бронзовая статуэтка неизвестного назначения, изображающая сидящего в позе «лотос» мужчину с неевропейскими чертами лица, который держит в руках свою бороду (или язык). Выдвигались разные предположения о ее назначении: статуэтка могла использоваться для игры, или возможно это амулет, который символизирует скандинавского бога Тора. В пользу того, что это возможно фигурка скандинавского божества ученые высказывались на основании ряда сходств:
- Похожая бронзовая фигурка была найдена в Рэллинге (Швеция) и изображает обнаженного бога плодородия Фрейра. На его голове конический убор, на правой руке браслет, локтями он опирается на колени
- Похожая бронзовая фигурка мужчины, была найдена в 1817 году на ферме Эйраланд, в Акюрейри, Северная Исландия, датируется примерно 1000 годом, изображает человека, сидящего на стуле, одетого в остроконечный головной убор. Он поддерживает свою бороду, превращающуюся в двойной молот. Считается, что это изображение бога Тора.
- Почти такая же костяная статуэтка Тора, найденная в Исландии, отличается лишь тем, что борода у него раздвоена и в руках он держит две пряди, которые сливаются с коленями[12].

Окончательно установить происхождение и назначение фигурки так и не удалось. Сам Д. Я. Самоквасов в своих работах писал о фигурке следующее: «…бронзовая статуэтка, около двух дюймов высоты, изображающая человека — божка, сидящего на корточках со сложенными на груди руками… будда?».
Украинская исследовательница Н. В. Хамайко выдвинула доводы о принадлежности таких находок игральным наборам эпохи викингов, где они выступали в качестве тавлейных королей.
После реставрации идола в 2010 году удалось выявить восточные черты в облике «идола». Идол был отлит из «чистой» меди — содержание примесей не превышает 1%. Детали были проработаны вхолодную с помощью набора чеканов, после чего фигурка была позолочена с использованием технологии «огневого золочения» (амальгамирования). Персонаж из Чёрной могилы сидит, скрестив босые ноги с чётко обозначенными пальцами, правая нога лежит сверху. В позе «лотоса» читается влияние «востока». Фигурка облачена в кафтан с длинным рукавом, который сужается к запястью и завершается двумя чёткими линиями. Между ними находится полоса с орнаментом из кружков, возможно, таким образом выделен манжет. Вдоль ног проходят полосы из кружочков, аналогичных кружочкам плечевой одежды, вероятно, это штаны или ноговицы. Комплект одежды на фигуре характерный для костюма «восточного» типа. На обоих боках пояса вместо традиционно подвешенного оружия дважды завязаны необычного вида узлы. Вместе с идолом в верхнюю часть насыпи были положены два шлема, два окованных серебром ритона из турьих рогов, два обоюдоострых ножа и две кольчуги. «Восточный флёр» фигурки позволяет выдвинуть предположение о её изготовлении на территории Восточной Европы.
Эта статуэтка в числе других находок из кургана поступила в собрание Российского Исторического музея и была выставлена в экспозиции.

### Культурные особенности
В обряде Чёрной Могилы, Гульбища, Безымянного кургана выступает исключительно сложный и пышный ритуал языческих сожжений, близкий по масштабам обрядности гнёздовских «больших курганов», но в целом развивающийся на основе несколько иных среднеднепровских традиций и никак не связанный с варяжским обычаем сожжений в ладье, составляющим специфику обрядности гнёздовских «бояр». Д. А. Мачинским после сопоставления комплекса оружия из Чёрной Могилы (два меча и сабля, неизвестная в русских дружинных курганах того времени) с рассказом Повести временных лет под 968 годом, высказано предположение, что в кургане захоронен современник князя Святослава, упомянутый в «Повести временных лет» под 968 годом, как воевода Претич с «другой стороны Днепра», спасший Киев от печенегов и заключивший мир с ханом, обменявшись с ним оружием.
«Большие курганы» Чернигова Чёрную могилу и Гульбище сопоставляют с аналогичными погребальными комплексами Гнёздова. Очевидно, что в «больших курганах» Чернигова и Гнёздова похоронены люди, обладавшие огромной сакральной и военно-административной властью. Возможно, это русские князья или члены княжеского рода. Т. Г. Новик и Ю. Ю. Шевченко считают, что речь идёт  самостоятельной по отношению к киевской, «черниговской  династии». С. С. Ширинский, отмечая сходство инвентаря, писал о полной идентичности дружинных могил Киева и Чернигова элитным погребениям воинов в Великой Моравии.
После расчистки рукояти «большого» меча С. Ю. Каинов обосновал его принадлежность к типу Wallingford (по экземпляру, найденному в реке Темза около Уоллингфордского моста), являющемуся развитием типа L. Мечи этой группы соотносятся с группой VI по типологии англосаксонских мечей М. Уиллера. Наиболее близкие черниговскому мечу английские находки датируются в рамках конца Х — XI века. Анализ фрагментов угля из погребального костра позволяет получить интервал календарного возраста 980—1025 годы.
Фрагмент декорированного наконечника стрелы с пробитыми в металле канавками, в которые инкрустировали отрезки проволоки из медного сплава, представляет собой две полупальметы, расходящиеся от центральной трёхлепестковой фигуры, и дополняет картину варварского великолепия захоронения одного из последних языческих вождей Древней Руси. В этом же кургане найден наконечник копья с инкрустированными на обеих сторонах пера крестами, на котором отрезки цветного металла набиты на поверхность, предварительно насечённую тонкими линиями, расположенными в виде сетки.

## Местоположение
Украина, Чернигов, Новозаводской район, по улице Князя Чёрного у пересечения с ул. Тихая и площади, улиц Хлебопекарной и Ремесленной.
Транспорт:
- троллейбусные маршруты № 8; автобус/марш. такси № 7, 30, 36 остановка Школа № 4 (на ул. Толстого; в 480 м южнее кургана);
- автобус/марш. такси № 10, 33 остановка Аллея Героев (на просп. Мира; в 710 м северо-восточнее кургана);
- троллейбусные маршруты № 1, 2; автобус/марш. такси № 27, 38, 39 остановка Облмуздрам театр (на ул. Шевченка; в 730 м северо-восточнее кургана).

## Галерея

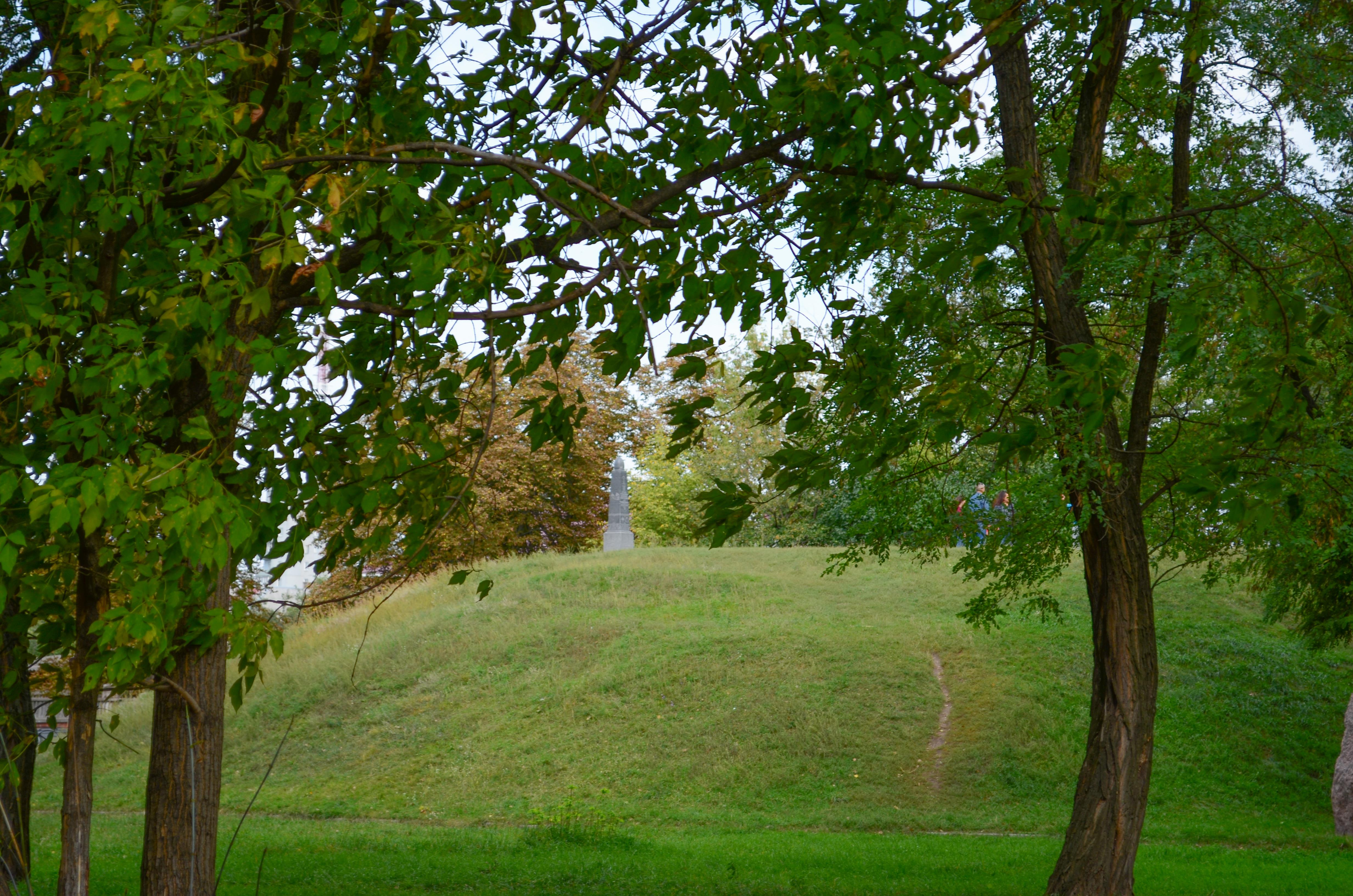
Современный вид
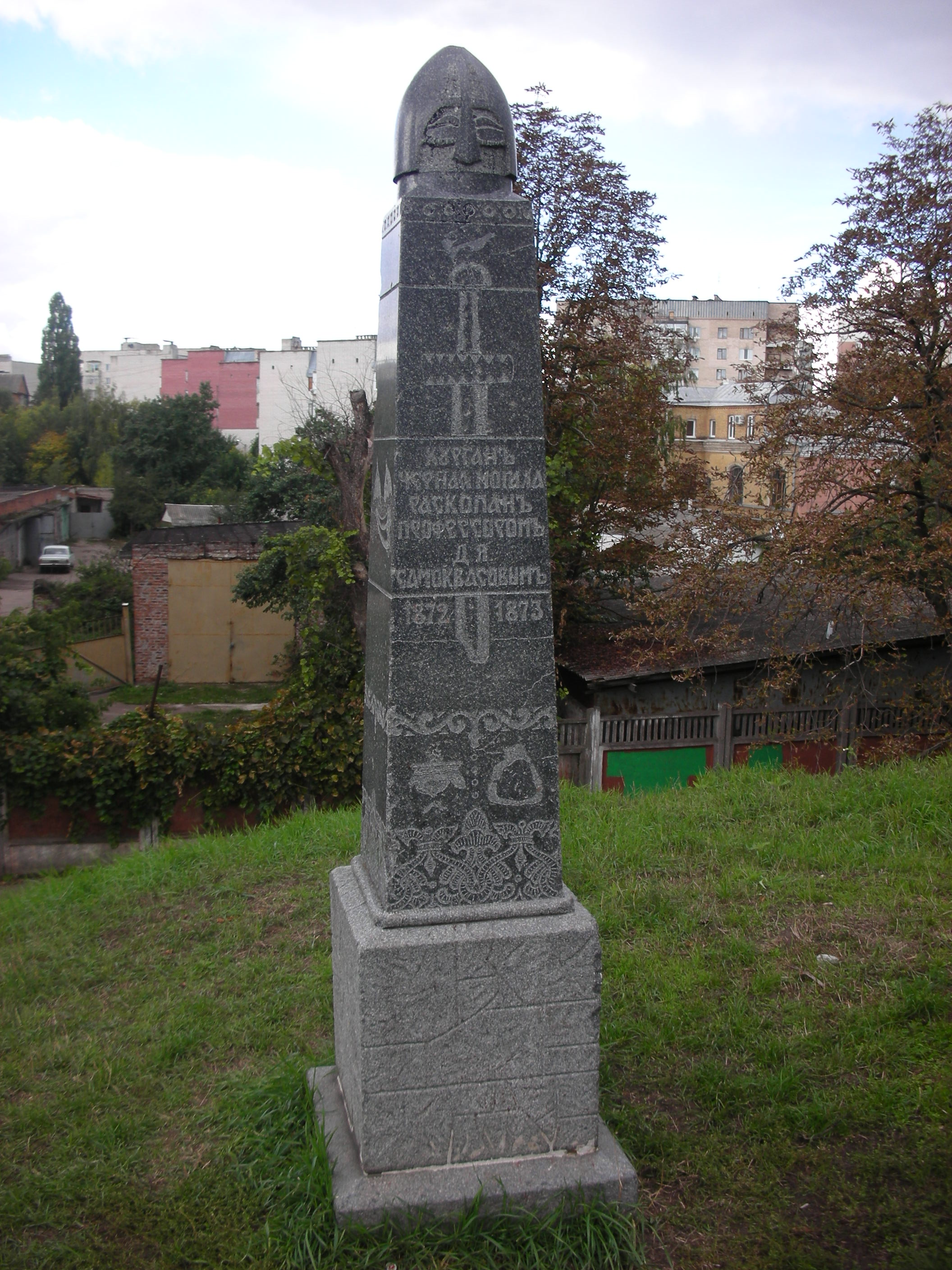
Обелиск
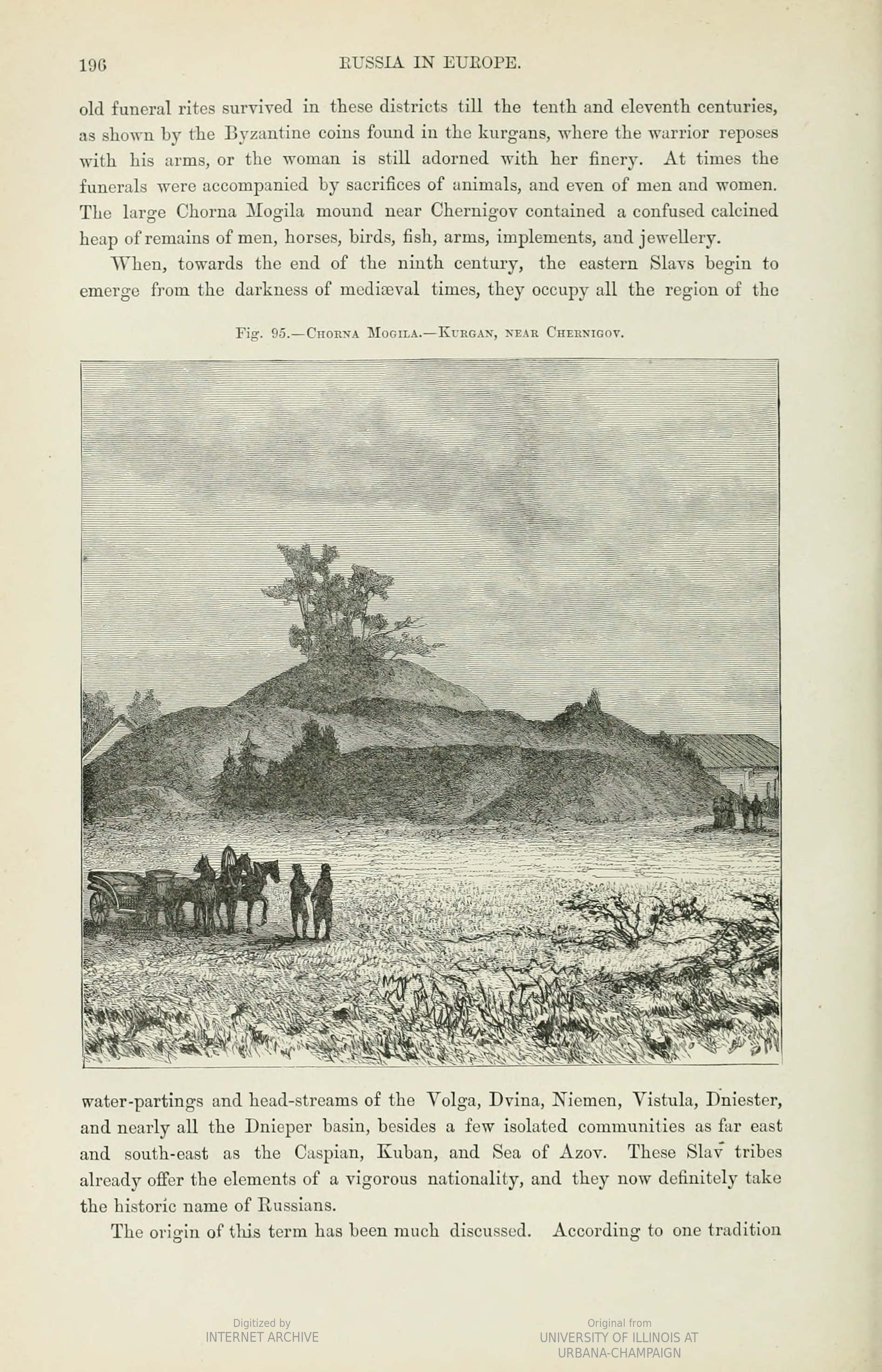
«Чёрная могила», 1880
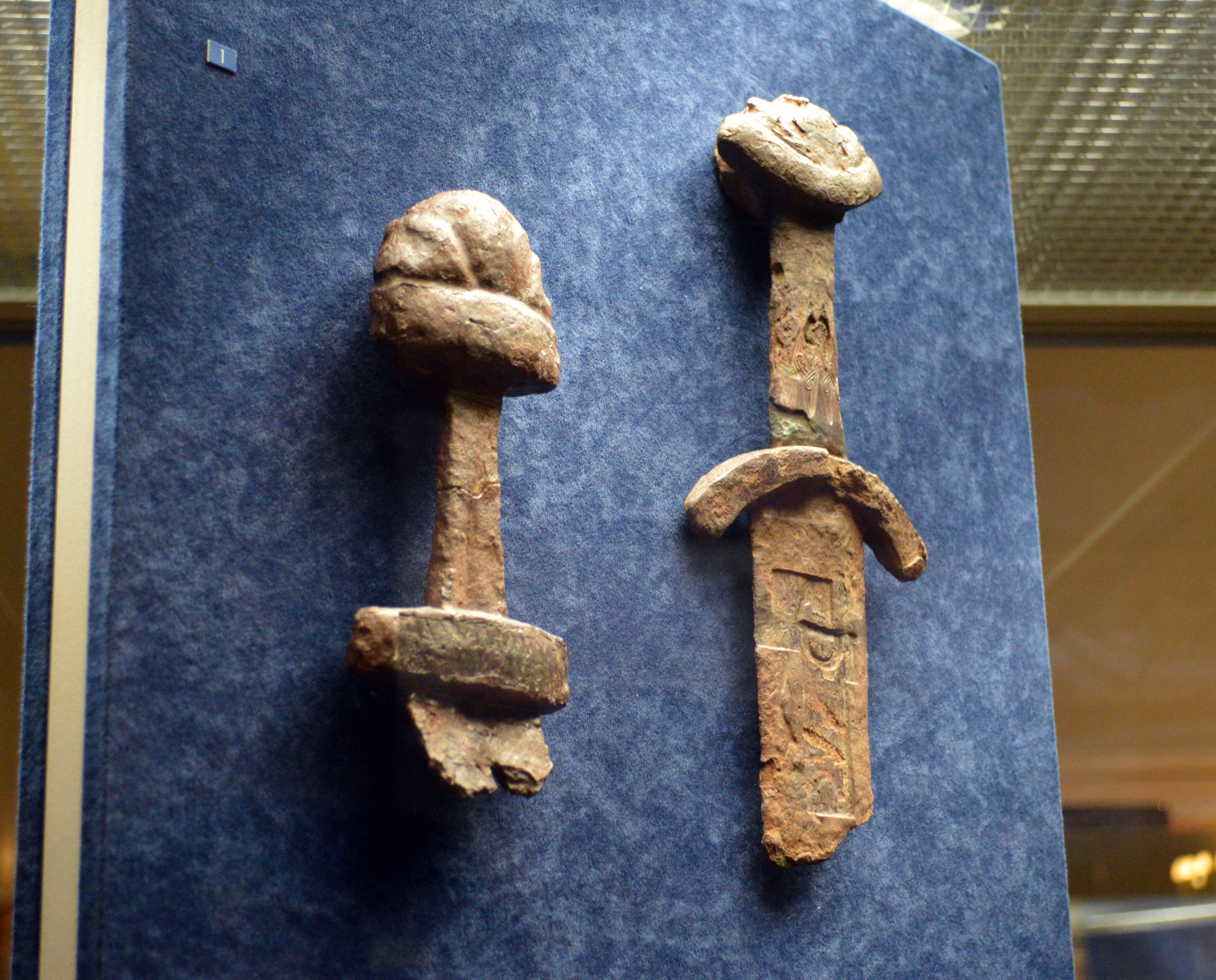
Рукояти мечей из кургана
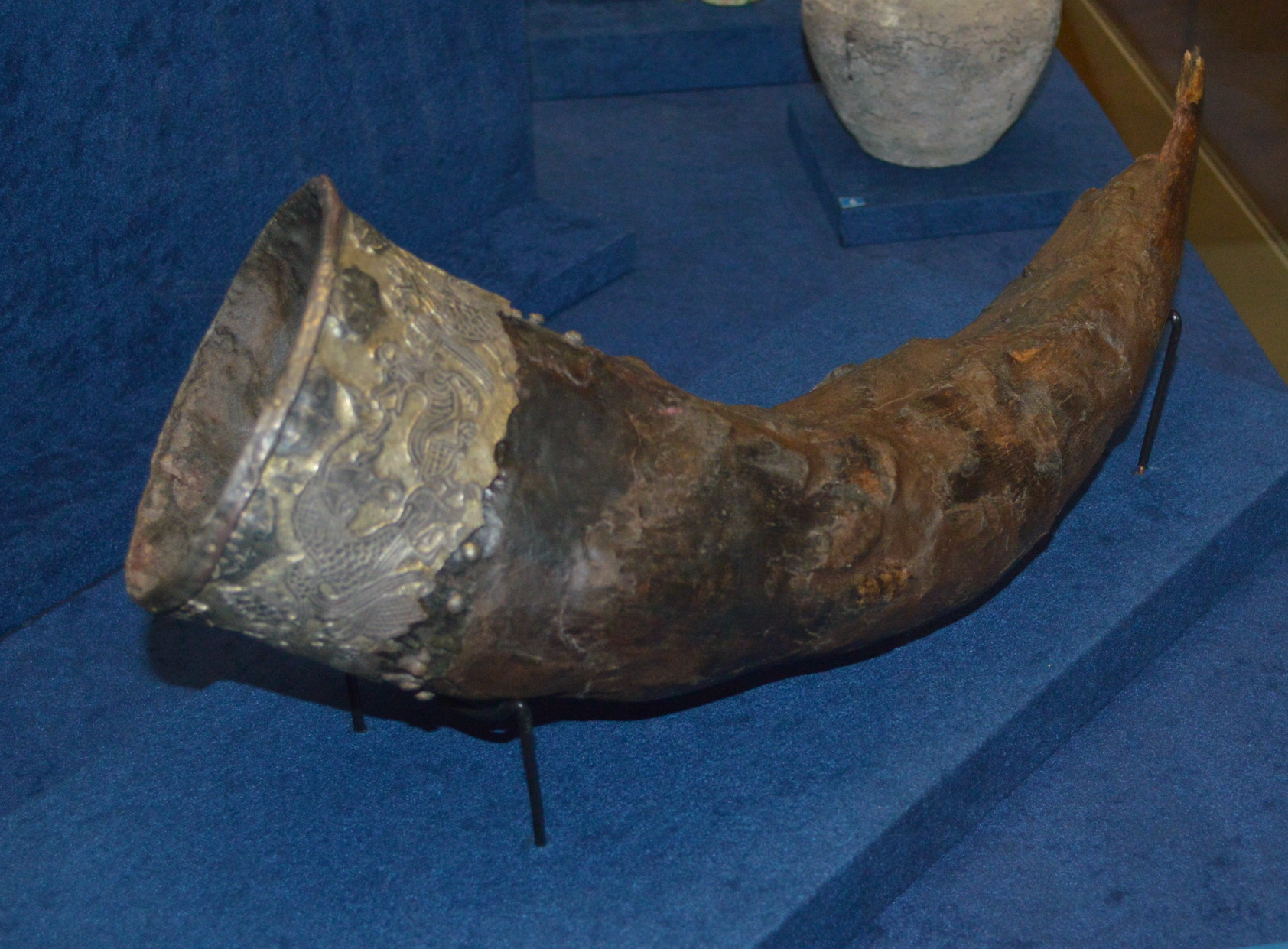
Турий рог из захоронения